# 弗拉达斯·纽恩卡
弗拉达斯·尤奥佐维奇·纽恩卡（俄语：Вла́дас Юо́зович Ню́нка，1907年8月4日（格里历：8月17日）—1983年12月26日），立陶宛人，苏联党和国家领导人，立陶宛苏维埃社会主义共和国科学院院士。曾任立共（布）中央第二书记，立陶宛苏维埃社会主义共和国人民委员会、部长会议副主席，教育部长，最高苏维埃主席等职务。他撰写了许多宣传无神论思想的文章，以对抗立陶宛的天主教传统。

## 生平
- 1907年8月4日（格里历：8月17日）出生于科夫诺省拜索加尔。父亲是邮递员，母亲是裁缝。1925年毕业于希奥利艾男子文理中学。
- 1925年-1928年，希奥利艾中学教师。期间开始参加革命活动。1928年加入立陶宛共产党。
- 1928年11月因宣传社会主义思想被捕入狱，1931年10月获释。
- 1931年10月-1940年8月，《Tiesa报》编委会成员。

期间：

1931年10月-1936年，维陶塔斯马格努斯大学法学院学习。1931年10月-1933年2月，希奥利艾夜校教师。1933年2月被捕，判处3个月有期徒刑。1933年5月-1935年8月，考纳斯《革命工人报》编辑。1935年8月被捕，判处1个月有期徒刑。1936年7月被捕，判处2个月有期徒刑。

1937年-1940年6月，立陶宛共产党中央委员，负责宣传和统战工作。

1938年5月被捕，判处9个月有期徒刑。

1939年7月被捕，判处1年有期徒刑。苏联占领波罗的海国家后获释。
- 1940年6月-7月，《Tiesa报》编辑。
- 1940年7月任立陶宛苏维埃社会主义共和国人民议会选举委员会主席，负责操纵立陶宛加入苏联的公投。
- 1940年8月-1944年5月，立陶宛苏维埃社会主义共和国人民检察院总检察长。期间，1943年-1944年，《立陶宛真理报》编辑。1943年1月-1944年1月，立共（布）中央宣传鼓动部部长。
- 1944年4月-12月，立共（布）中央第二书记。
- 1945年1月-1948年11月，立陶宛苏维埃社会主义共和国人民委员会、部长会议副主席。期间，1948年4月-11月，立陶宛苏维埃社会主义共和国教育部长。
- 1948年11月-1949年2月，立共（布）中央宣传鼓动部书记。在此期间，他主持了35卷列宁文集和其他马列主义著作的翻译和出版委员会。他支持立陶宛的苏维埃化，对立陶宛文化和天主教会采取打压。他还主张禁止立陶宛被驱逐者返回故乡。
- 1949年2月-1961年9月，立共中央书记处书记。期间，1953年6月-1954年2月，立共中央第二书记。
- 1955年3月-1963年5月，立陶宛苏维埃社会主义共和国最高苏维埃主席。
- 1961年-1970年，《立陶宛共产主义》杂志编辑。期间，1961年-1968年，维尔纽斯大学教师。1962年当选立陶宛苏维埃社会主义科学院通讯院士。1968年成为苏联科学院成员。
- 1970年起，苏联科学院社会科学部秘书。
- 1971年获理学博士候选人身份。
- 1976年当选立陶宛苏维埃社会主义共和国科学院院士。
- 1983年12月26日于维尔纽斯逝世，享年76岁。葬于安塔卡尔尼斯公墓。

纽恩卡是第2-3届苏联最高苏维埃联盟院代表，第4-5届苏联最高苏维埃民族院代表，第2-10届立陶宛苏维埃社会主义共和国最高苏维埃代表。

## 荣誉
- 两次列宁勋章
- 十月革命勋章
- 二级卫国战争勋章
- 两次劳动红旗勋章
- 荣誉勋章